# Лъв X
Вижте пояснителната страница за други личности с името Джовани де Медичи.
Лъв X (на латински: Leo PP. X; на италиански: Leone X), роден като Джовàни ди Лорèнцо де Мèдичи (на италиански: Giovanni di Lorenzo de' Medici; * 9 март 1513, Флоренция; † 1 декември 1521, Рим), е глава на Католическата църква и владетел на Папската държава от 9 март 1513 г. до смъртта си. Известен е преди всичко с булата си срещу Мартин Лутер.
Роден в известното политическо и банково семейство Медичи във Флоренция, Джовани е вторият син на Лоренцо Великолепни, владетел на Флорентинската република. Издигнат е до кардинал през 1489 г. След смъртта на папа Юлий II е избран за папа, след като си осигурява подкрепата на по-младите членове на Колегията на кардиналите. В началото на управлението си наблюдава заключителните сесии на Петия латерански събор, но се бори да приложи договорените реформи. През 1517 г. води скъпоструваща война, която успява да осигури на племенника си Лоренцо ди Пиеро де Медичи трона на Херцогство Урбино, но намалява папските финанси.
В протестантските кръгове Лъв X се свързва с предоставянето на индулгенции за онези, които са дарили за реконструкцията на базиликата „Свети Петър“ – практика, оспорена от 95-те тезиса на Мартин Лутер. Лъв X отхвърля Протестанската  реформация и неговата була от 1520 г. Exsurge Domine осъжда позицията на Лутер.
Той заема и харчи пари непредпазливо и е значим меценат на изкуствата. По време на неговото управление е постигнат напредък във възстановяването на базиликата „Свети Петър“, а художници като Рафаело украсяват стаите на Ватикана. Лъв X също реорганизира Римския университет и насърчава изучаването на литературата, поезията и Античността. Умира през 1521 г. и е погребан в базиликата „Санта Мария сопра Минерва“ в Рим. Той е последният папа без  свещенически сан при избирането си.

## Произход
Той е син на Лоренцо Великолепни (* 1449, † 1492), банкер, де факто владетел на Флорентинската република, най-могъщият и ентусиазиран покровител на ренесансовата култура в Италия, и на съпругата му Клариса Орсини (* ок. 1453, † 1487), дъщеря на Якопо (Джакомо) Орсини, господар на Монтеротондо и Брачано. Има девет братя и сестри:
- Лукреция Мария Ромола (* 1470, † 1553), съпруга на Якопо Салвиати
- братя-близнаци († 1471 след раждане)
- Пиеро II „Злочестият“ (* 1472. † 1503), господар на Флоренция след смъртта на баща им.
- Мария Магдалена Ромола (* 1473. † 1519), съпруга на Франческо „Франческето“ Чибо
- Контесина Беатриче († 1474 като бебе)
- Луиза Контесина Ромола, нар. Луиджа (* 1477. † 1488), годеница на Джовани де Медичи, нар. Пополано
- Контесина Антония Ромола (* 1478. † 1515), пфалцграфиня като съпруга на Пиеро Ридолфи.
- Джулиано II (* 1479. † 1516), херцог на Немур, господар на Флоренция и генерален капитан на Църквата.

## Биография

### Ранни години
От ранна възраст е предопределен за църковна кариера. Подстригва се на 7-годишна възраст и скоро получава богати бенефиции и привилегии.
Баща му се тревожи за неговия характер отрано и пише писмо до Джовани, за да го предупреди да избягва порока и лукса в началото на църковната си кариера: „Има едно правило, което бих препоръчал на твоето внимание пред всички останали. Ставай рано сутрин. Това не само ще допринесе за твоето здраве, но ще ти позволи да организираш и ускориш работата на деня; и тъй като има различни задължения, произтичащи от това“.

### Кардинал
Баща му убеждава своя роднина папа Инокентий VIII да го номинира за кардинал на Санта Мария ин Домника на 9 март 1489 г., когато е на 13 години, въпреки че не му е позволено да носи отличителните знаци или да участва в разискванията на Кардиналската колегия до три години по-късно. Междувременно Джовани получава образование в хуманистичния двор на Лоренцо Великолепни при хора като Анджело Полициано, Джовани Пико дела Мирандола, Марсилио Фичино и Бернардо Довици да Бибиена. От 1489 до 1491 г. учи богословие и канонично право в Пиза.
На 23 март 1492 г. той е официално приет в Свещената колегия на кардиналите и се установява в Рим, като получава писмо със съвети от баща си. Смъртта на баща му на 8 април временно връща 16-годишния Джовани във Флоренция. Той се завръща в Рим, за да участва в конклава от 1492 г., последвал смъртта на Инокентий VIII, и неуспешно се противопоставя на избора на кардинал Борджа, който е избран за папа с името Александър VI.
Впоследствие той се установява с по-големия си брат Пиеро във Флоренция по време на вълненията на Савонарола и нашествието на краля на Франция Шарл VIII, до въстанието на флорентинците и изгонването на Медичите през ноември 1494 г. Пиеро намира убежище във Венеция и Урбино, а Джовани пътува в Германия, Нидерландия и Франция.
През май 1500 г. се завръща в Рим, където е приет с сърдечно от папа Александър VI и където живее няколко години, потопен в изкуството и литературата. През 1503 г. приветства избирането на папа Юлий II. Смъртта на Пиеро де Медичи през същата година прави Джовани глава на семейството. На 1 октомври 1511 г. той е назначен за папски легат на Болоня и Романя и когато Флорентинската република се обявява в полза на схизматичните пизанци, Юлий II изпраща Джовани като легат с папската армия срещу французите. Французите печелят голяма битка и пленяват Джовани. Този и други опити за възстановяване на политическия контрол над Флоренция са осуетени, докато безкръвната революция позволява завръщането на Медичите. По-малкият брат на Джовани Джулиано е поставен начело на Флорентинската република, но Джовани ръководи управлението.

### Папа

#### Избор за папа
Джовани е избран за папа на 9 март 1513 г. и това е обявено два дена по-късно. Отсъствието на френските кардинали ефективно свежда изборите до състезание между Джовани (който има подкрепата на по-младите и знатни членове на Кардиналската колегия) и Рафаеле Риарио (който има подкрепата на по-старата група). На 15 март 1513 г. той е ръкоположен за свещеник, а на 17 март – за епископ. Той е коронясан за папа на 19 март 1513 г. на 37-годишна възраст с името Лъв X. Той е последният несвещеник, избран за папа.

#### Война за Урбино
Лъв X предвижда за по-малкия си брат Джулиано и за племенника си Лоренцо блестящи светски кариери. Той ги номинира за римски патриции. Поставя Лоренцо да отговаря за Флоренция, а Джулиано, за когото планира да създаде кралство в Централна Италия с Парма, Пиаченца, Ферара и Урбино, взима със себе си в Рим и го жени за Филиберта Савойска.
Смъртта на Джулиано през март 1516 г. обаче кара папата да прехвърли амбициите си към Лоренцо. Точно по времето (декември 1516 г.), когато мирът между Франция, Испания, Венеция и Империята изглежда да обещава един християнски свят, обединен срещу турците, Лъв X получава 150 000 дуката за разходите по експедицията от краля на Англия Хенри VIII, в замяна на което влиза в Имперската лига на Испания и Англия срещу Франция.
Войната продължава от февруари до септември 1517 г. и завършва с изгонването на херцога на Урбино и с триумфа на Лоренцо. Тя обаче съживява политиката на Александър VI, увеличава разбойничеството и анархията в Папската държава, възпрепятства подготовката за кръстоносен поход и разрушава папските финанси. Франческо Гуичардини изчислява цената на войната за Лъв X, която е 800 000 дуката. В крайна сметка обаче Лоренцо е утвърден като нов херцог на Урбино.

#### Планове за кръстоносен поход
Войната за Урбино е допълнително белязана от криза в отношенията между папата и кардиналите. Твърди се, че Свещената кардиналска колегия е станала много светска и проблемна от времето на папа Сикст IV и Лъв се е възползвал от заговор на няколко от нейните членове, за да я отрови, не само за да наложи примерни наказания чрез екзекутирането на един (Алфонсо Петручи) и затварянето на няколко други, но и за да направи радикални промени в колегията.
На 3 юли 1517 г. той публикува имената на тридесет и един нови кардинали – брой почти безпрецедентен в историята на папството. Сред номинациите са такива забележителни имена като Лоренцо Кампеджо, Джамбатиста Палавичини, Адриан от Утрехт, Томас Гаетан, Кристофоро Нумай и Еджидио Канизио. Назоваването на седем членове на видни римски фамилии обаче обръща политиката на неговия предшественик, която държи политическите фракции на града далеч от Курията. Други повишения са по политически или семейни съображения или с цел осигуряване на пари за войната срещу Урбино. Папата е обвинен, че е преувеличил заговора на кардиналите с цел финансова изгода, но повечето от тези обвинения изглеждат необосновани.
Междувременно Лъв X чувства необходимостта да спре настъплението на османския султан Селим I, който заплашва Източна Европа, и прави сложни планове за кръстоносен поход:  би трябвало да бъде обявено примирие в целия християнски свят, папата да е арбитър на споровете, императорът и кралят на Франция да водят армията, Англия, Испания и Португалия да снабдяват флота и обединените сили да бъдат насочени срещу Константинопол. Папската дипломация в интерес на мира обаче се проваля. Кардинал Уолси прави Англия, а не папата, арбитър между Франция и Империята, и голяма част от парите, събрани за кръстоносния поход от десятъци и индулгенции, са изразходвани по други начини.
През 1519 г. Кралство Унгария сключва тригодишно примирие със Селим I, но следващият султан Сюлейман Великолепни подновява войната през юни 1521 г. и на 28 август превзема цитаделата на Белград. Папата е силно разтревожен и въпреки че тогава е във война с Франция, праща около 30 000 дуката на унгарците. Лъв X се отнася с голяма лоялност към източнокатолическите гърци и с була от 18 май 1521 г. забранява на латинското духовенство да отслужва литургия в гръцките църкви и на латинските епископи да ръкополага гръцки духовници. Тези разпоредби по-късно са подсилени от Климент VII и Павел III и стигат далеч за уреждане на постоянните спорове между латините и гърците-униати.

#### Протестантска реформация
Лъв X е обезпокоен през целия си понтификат от схизмата, особено от Реформацията, предизвикана от Мартин Лутер.
В отговор на опасенията за лошо поведение от страна на някои проповедници на индулгенцията, през 1517 г. Мартин Лутер пише своите Деветдесет и пет тезиса по темата за индулгенциите. Идеите му се разпространяват в цяла Германия и Европа. Лъв X не успява да разбере напълно важността на движението и през февруари 1518 г. нарежда на генералния викарий на Августинския орден да наложи мълчание на своите монаси.
На 24 май Лутер изпраща обяснение на своите тезиси до папата. На 7 август той е призован да се яви в Рим. Въпреки това е постигнато споразумение, при което тази покана е отменена. Лутер вместо това отива в Аугсбург през октомври 1518 г., за да се срещне с папския легат кардинал Гаетан, но нито аргументите на кардинала, нито догматичната папска була на Лъв X от 9 ноември, изискваща всички християни да вярват във властта на папата да дава индулгенции, карат Лутер да се оттегли. Следва година на безплодни преговори, по време на които спорът пуска популярни корени в германските държави.
Друга папска була от 15 юни 1520 г., Exsurge Domine („Стани, Господи“), осъжда 41 твърдения, извлечени от ученията на Лутер, и е отнесена в Германия от Ек в качеството му на апостолически нунций. Лъв X официално отлъчва Лутер с булата Decet Romanum Pontificem („Подобава на римския понтифекс“) на 3 януари 1521 г. Папата също така нарежда на имепратора на Свещената римска империя Карл V да предприеме енергични мерки срещу ереста.
Лъв X е папа по време на разпространението на Лутеранството в Скандинавия. Папата многократно използва богатите северни бенефиции, за да възнаграждава членовете на Римската курия, и към края на 1516 г. изпраща неполитичния Арчимболди като папски нунций в Дания, за да събере пари за Свети Петър. Това довежда до Реформацията в Дания. Крал Кристиан II се възползва от нарастващото недоволство на местното духовенство към папското управление и от намесата на Арчимболди в шведското въстание, за да изгони нунция и да призове лутерански теолози в Копенхаген през 1520 г. Кристиян II одобрява план, според който в Дания трябва да бъде създадена официална държавна църква, всички обжалвания пред Рим трябва да бъдат премахнати, а кралят и Диетата трябва да имат последна юрисдикция по църковни каузи. Лъв X изпраща нов нунций в Копенхаген през 1521 г. в лицето на минорит Франческо де Потенция, който с готовност оправдава краля и получава Епархия Скара. Папата и неговият легат обаче не предприемат никакви стъпки да коригират злоупотребите или да дисциплинират по друг начин скандинавските църкви.

#### Други дейности
Папата номинира 42 нови кардинали в осем консистории, включително двама братовчеди (единият става негов наследник като папа Климент VII) и един племенник. Той също така издига Адриан Флоренс Бойенс в кардинал, който става негов непосредствен наследник като папа Адриан VI. В консисторията на Лъв X от 1 юли 1517 г. са създадени 31 кардинали и това остава най-голямото разпределение на кардинали в една консистория до 2001 г., когато папа Йоан Павел II назначава 42 кардинали.
Папа Лъв X канонизира единадесет души по време на управлението си, като седем от тях са група от мъченици. Най-забележителната канонизация от неговото папство е тази на Франциск от Паола на 1 май 1519 г.

### Последни години и смърт
Това, че Лъв X не прави повече, за да спре антипапския бунт в Германия и Скандинавия, би трябвало да се обясни отчасти с политическите усложнения на времето и със собствената му загриженост за папската и политика и тази на Медичите в Италия. Смъртта на император Максимилиан I I през 1519 г. сериозно повлиява на ситуацията. Лъв X се колебае между могъщите кандидати за наследството, позволявайки на пръв поглед да изглежда, че предпочита Франсоа или второстепенен германски принц. Най-накрая той приема Карл Испански като неизбежен.
Сега Лъв X е нетърпелив да обедини Ферара, Парма и Пиаченца в Папската държава. Опитът в края на 1519 г. за превземане на Ферара се проваля и папата признава необходимостта от чуждестранна помощ. През май 1521 г. в Рим е подписан договор за съюз между него и императора. Милано и Генуа би трябвало да бъдат отнети от Франция и възстановени на империята, а Парма и Пиаченца – да бъдат дадени на Църквата след изгонването на французите. Разходите по набирането на 10 000 швейцарци би трябвало да бъдат поети по равно от папата и императора. Карл V взима Флоренция и семейство Медичи под своя защита и обещава да накаже всички врагове на католическата вяра. Лъв X се съгласява да прехвърли Карл V в Кралство Неапол, да го короняса за император на Свещената Римска империя и да помогне във войната срещу Венеция. Предвидено е, че Англия и Швейцария също може да се присъединят към лигата. Крал Хенри VIII обявява своето присъединяване през август 1521 г. Франсоа I вече е започнал война с Карл V в Навара, а в Италия французите предприемат първото си враждебно движение на 23 юни 1521 г. Лъв веднага обявява, че ще отлъчи краля на Франция и ще освободи поданиците си от вярност към него, освен ако Франсоа I не свали оръжието си и не предаде Парма и Пиаченца на Църквата. Папата доживява да чуе радостната новина за превземането на Милано от французите и за окупацията от папските войски на отдавна желаните провинции (ноември 1521 г.).
След като се разболява от бронхопневмония, папа Лъв X умира на 1 декември 1521 г. на 45-годишна възраст. Смъртта му е толкова внезапна, че последните тайнства не могат да бъдат отслужени. Тогавашните подозрения за отравяне са неоснователни. Погребан е в базиликата „Санта Мария сопра Минерва“ в Рим. Смъртта му идва едва 10 месеца след като отлъчва Мартин Лутер – основополагащата фигура в Протестантската реформация, който е обвинен в 41 грешки в своите учения.

## Характер, интереси и таланти

### Обща оценка
Лъв X е критикуван за справянето си със събитията в папството. Има музикален и приятен глас и весел нрав. Той е красноречив в речта си и елегантен в своите маниери и епистоларен стил. Наслаждава се на музиката и театъра, изкуството и поезията, шедьоврите на древните и творенията на своите съвременници, особено тези, подправени с остроумие и ученост. Особено се радва на писането на латински стихове на момента (в което е много добър) и култивира импровизаторите. Твърди се, че той е заявил: „Нека се наслаждаваме на папството, тъй като Бог ни го е дал“, макар че Лудвиг фон Пастор казва, че в никакъв случай не е сигурно, че той е направил забележката, а историкът Клеменс Льофлер казва, че „венецианският посланик, който разказа това за него, не е безпристрастен, нито е бил в Рим по това време“. Но няма съмнение, че той е бил по природа любител на удоволствията и че анекдотът отразява непринуденото му отношение към високия и тържествен пост, на който е бил призован. От друга страна, въпреки светската си привързаност, Лъв се моли, пости, ходи на изповед, преди да отслужи публично литургия, и съвестно участва в религиозните служби на Църквата. Към добродетелите на щедростта, милосърдието и милосърдието той добавя макиавелистките качества на измамата и проницателността, толкова високо ценени от принцовете на неговото време.
Характерът на Лъв X преди е бил атакуван от зловещи клевети за разврат, убийство, безбожие и атеизъм. През 17 век се смята, че 300 или 400 писатели съобщават (въз основа на полемичен антикатолически източник) история, че когато някой е цитирал на Лъв пасаж от един от четиримата евангелисти, той е отговорил, че е общоизвестно „колко полезна е тази басня за Христос за нас и нашата компания“. Тези клевети и други са разгледани от Уилям Роско през 19 век и отново от Лудвиг фон Пастор през 20 век, и са отхвърлени. Независимо от това, дори изтъкнатият философ Дейвид Хюм, макар да твърди, че Лъв е твърде интелигентен, за да вярва в католическата доктрина, признава, че той е „един от най-известните принцове, които някога са седели на папския трон. Хуманен, благодетелен, щедър, приветлив; покровител на всяко изкуство и приятел на всяка добродетел". Самият Мартин Лутер, в помирително писмо до Лъв X, свидетелства за универсалната репутация на Лео за морал: „Наистина, публикуваното мнение на толкова много велики мъже и репутацията на Вашия безупречен живот са твърде широко известни и твърде много почитани в целия свят, за да бъдат нападнати от който и да е човек, с колкото и да е велико име, или от каквото и да е изкуство. Не съм толкова глупава да нападам човек, когото всички хвалят...“
Окончателният доклад на венецианския посланик Марино Джорджи подкрепя оценката на Хюм за приветливостта и свидетелства за обхвата на талантите на Лъв X. С датата март 1517 г. той показва някои от преобладаващите му характеристики: „Папата е добродушен и изключително свободолюбив човек, който избягва всяка трудна ситуация и преди всичко желае мир; той сам не би предприел война, освен ако не са засегнати личните му интереси; той обича да учи; по канонично право и литература притежава забележителни познания; освен това той е много отличен музикант“.
Лъв X е петият от шестимата папи, които са неблагоприятно представени от историка Барбара Тъчман в The Marhc of Folly и които са обвинени от нея в ускоряване на протестантската реформация.Тъчман описва Лео като културен – макар и религиозно предан хедонист. 
Папа Лъв X създава астрологическа катедра в Католическия университет в Рим.

### Интелектуални интереси
Любовта на Лъв X към всички форми на изкуството произтича от хуманистичното образование, което получава във Флоренция, следването му в Пиза и обширното му пътуване из Европа като млад. Той обича поемите на латински на хуманистите, трагедиите на гърците и комедиите на кардинал Бибиена и Лудовико Ариосто, докато се наслаждава на разказите, изпратени от изследователите на Новия свят. И все пак „Такъв хуманистичен интерес сам по себе си бе религиозен... През Ренесанса филизите на класическия свят и християнския свят на Рим се разглеждат като преплетени. Това беше исторически ориентирана култура, в която изображенията на художниците на Купидон и Мадоната, на Херкулес и Свети Петър можеха да съществуват рамо до рамо.“

### Любов към музиката
Пастор казва, че „От младостта си Лъв, който имаше фин слух и мелодичен глас, обичаше музиката до степен на фанатизъм“. Като папа той подсигурява услугите на професионални певци, инструменталисти и композитори от далечна Франция, Германия и Испания. Освен на златарите, най-високите заплати, записани в папските сметки, са тези  на музиканти, които също се радват на щедрости от личните финанси на папата. Техните служби са запазени не толкова за удоволствието на Лъв X и неговите гости на частни социални събития, колкото за подобряване на религиозните служби, на които папата отдава голямо значение. Стандартът на пеене на папския хор е особен обект на загриженост на папата, като са запазени френски, нидерландски, испански и италиански певци. Големи суми пари са похарчени и за придобиването на богато украсени музикални инструменти и той е особено усърден в осигуряването на музикални партитури от Флоренция. Той също така насърчава техническите подобрения, разработени за разпространението на такива резултати. Отавиано Петручи, който преодолява практически трудности при използването на подвижни шрифтове за отпечатване на музикални ноти, получава от Лъв X изключителната привилегия да отпечатва партитури за органи (което, според папската бележка, „прибавя значително към достойнството на богослужението“) за период от 15 години от 22 октомври 1513 г. В допълнение към насърчаването на изпълнението на изпети литургии той насърчава пеенето на Евангелието на гръцки в частния му параклис.

### Недостойни занимания
Дори онези, които го защитават срещу по-странните атаки срещу характера му, признават, че той е участвал в развлечения като маскаради, „шеги“, лов на птици и лов на глигани и други диви зверове. Според един биограф той бил „погълнат от празни и егоистични забавления“.
Лео угажда на смешниците в своя двор, но също така толерира поведение, което ги прави обект на присмех. Един случай се отнася до самонадеяния импровизатор Джакомо Барабало, абат на Гаета, който е част от бурлескно шествие, организирано в стила на древен римски триумф. Барабало е облечен в празнични одежди от кадифе и с хермелин и представен на папата. След това той е отведен на площад „Свети Петър“ и бе качен на гърба на Хано – бял слон, подарък от португалския крал Мануел I. След това великолепно украсеното животно е отведено по посока на Капитолия под звуците на барабани и тръби. Но докато пресича моста на Сант Анджело над река Тибър, слонът, вече обезпокоен от шума и объркването около себе си, се дръпва силно, изхвърляйки спътника си върху калния речен бряг долу.

### Личен живот
Най-скорошният биограф на Лъв X, Карло Фалкони, казва, че той таи личен живот на морални нередности зад маска на изтънченост. Неприличните клевети в стихове от типа пасквили са особено изобилни по време на конклава след смъртта на Лъв X през 1521 г. и отправят обвинения относно нецеломъдрието му, намеквайки за или утвърждавайки хомосексуалността му. Предположения за хомосексуално влечение се появяват в трудовете на двама съвременни него историци – Франческо Гуичардини и Паоло Джовио. Цимерман отбелязва „неодобрението на Джовио към познатите закачки на папата с неговите шамбелани – красиви млади мъже от знатни семейства, и предимството, което той, както се казва, извлича от тях“.
Мартин Лутер прекарва месец в Рим през 1510 г. – три години преди Лъв да стане папа, и е разочарован от корупцията там. През 1520 г. – годината преди отлъчването му от Католическата църква, Лутер твърди, че Лъв е живял „непорочен живот“. По-късно обаче той се дистанцира от това свое твърдение и твърди през 1531 г., че Лъв е налага мярка, според която кардиналите е трябвало да ограничават броя на момчетата, които държат за свое удоволствие, „в противен случай е щяло да се разпространи по целия свят колко открито и безсрамно папата и кардиналите в Рим практикуват содомия.“ Срещу това твърдение е папската була Supernae disisticitionis Arbitrio от 1514 г., което, inter alia, изисква кардиналите да живеят „... трезво, непорочно и благочестиво, въздържайки се не само от злото, но и от всякаква проява на злото", и съвременникът му и свидетел на двора на Лъв X Матео Еркуланео подчертава вярването си, че Лъв е бил непорочен през целия си живот.
Историците се занимават с въпроса за сексуалността на Лъв X поне от края на 18 век и малцина вярват на упреците, направени срещу него в по-късните години и десетилетия след смъртта му, или поне ги считат за незаслужаващи внимание, без непременно да стига до заключения дали е бил хомосексуален или не. Онези, които стоят извън този консенсус, обикновено не стигат до заключението със сигурност, че Лъв е бил нецеломъдрен по време на своя понтификат. Джоузеф Маккейб обвинява Пастор в невярност, а Вон, че лъже в хода на обработката на доказателствата, като посочва, че Паоло Джовио и Франческо Гуичардини изглежда са споделяли убеждението, че Лъв X е участвал в „неестествен порок“ (хомосексуализъм), докато е папа.

### Благотворителност
Лъв X прави благотворителни дарения от повече от 6000 дуката годишно на домове за пенсионери, болници, манастири, освободени войници, поклонници, бедни студенти, изгнаници, сакати и болни и нещастни.

## Наследство

### Провал във възпирането на Реформацията
Вероятно най-трайното наследство от управлението на папа Лъв X е възприеманият негов провал не само да не спре Реформацията, но и да я подхранва. Ключов проблем е, че неговият понтификат не успява да осъществи реформите, постановени от Петия латерански събор (проведен между 1512 и 1517 г.), които имат за цел да се справят с много от техните политически проблеми, както и да реформират християнския свят, по-специално по отношение на папството, кардиналите и курията. Някои смятат, че прилагането на тези укази може да е било достатъчно, за да намали подкрепата за радикални предизвикателства пред църковната власт. Но вместо това под негово ръководство фискалните и политическите проблеми на Рим се задълбочават. Основен принос са неговите щедри разходи (особено за изкуствата и за самия него), които водят папската хазна до растящи дългове, както и решението му да разреши продажбата на индулгенции. Експлоатацията на хората и покварата на религиозните принципи, свързани с практиката на продажба на индулгенции, бързо се превръща в основен стимул за началото на Протестантската реформация. 95-те тезиса на Мартин Лутер, иначе озаглавени „Диспут относно силата и ефикасността на индулгенциите“, са поставени на вратата на църква във Витенберг, Германия през октомври 1517 г., само седем месеца след завършването на Петия латерански събор. Но опитът на папа Лъв X да преследва учението на Лутер за индулгенциите и в крайна сметка да го отлъчи от Църквата през януари 1521 г. не води до изоставяне на Лутеранската доктрина, а има обратния ефект на по-нататъшно разцепване на Западната църква.

### Прекомерни разходи
Лъв X е известен с това, че харчи щедро пари за изкуство, благотворителност, благодеяния за неговите приятели, роднини и дори хора, които едва познава, за династическите войни, като войната в Урбино, и за своя личен лукс. В рамките на две години след като става папа, той похарчва цялото съкровище, натрупано от предишния папа, пестеливият Юлий II, и кара папството да изпадне в дълбоки дългове. До края на неговия понтификат през 1521 г. папската хазна е задлъжняла с 400 000 дуката. Този дълг допринася не само за бедствията на собствения понтификат на Лъв X (особено продажбата на индулгенции, които ускоряват Протестантството), но и сериозно ограничава по-късните папи (папа Адриан VI и любимият му братовчед папа Климент VII ) и налага мерки за икономии.
Личните разходи на Лъв X също са огромни. За 1517 г. неговият личен доход е записан като 580 000 дуката, от които 420 000 идват от държавите на Църквата, 100 000 от анати (такса в полза на папската хазна, събирана от онези лица, които са получили от папата пребенда, т.е. правото на доход от църковна служба) и 60 000 от композиционния данък, въведен от Сикст IV. Тези суми, заедно със значителните суми, натрупани от индулгенции, юбилеи и специални такси, изчезват толкова бързо, колкото са били получени. За да остане финансово платежоспособен, папата прибягва до отчаяни мерки: инструктира своя братовчед, кардинал Джулио де Медичи, да заложи папските бижута, дворцовите мебели, сервизите и дори статуите на апостолите. Освен това папата продава шапки на кардинали, членство в братския орден, който той създава през 1520 г. – Папските рицари на Св. св. Петър и Павел, и взима назаем толкова огромни суми от банкери, че след смъртта му много от тях са съсипани.

### Покровител на учението
Лъв X издига Църквата до висок ранг като приятел на всичко, което изглежда да разширява познанието или усъвършенства и украсява живота. Той превръща столицата на християнския свят Рим в център на европейската култура. Докато все още е кардинал, той възстановява църквата „Санта Мария ин Домника“ по проекти на Рафаело, а като папа нарежда Сан Джовани дей Фиорентини да бъде построена по проекти на Якопо Сансовино, и продължава работата по базиликата „Свети Петър“ и Ватикана под ръководството на Рафаело и Агостино Киджи. Конституцията на Лъв X от 5 ноември 1513 г. реформира Римския университет, пренебрегнат от папа Юлий II. Той възстановява всичките му факултети, дава по-големи заплати на професорите и свиква изтъкнати учители отдалеч, и въпреки че никога не достига до значението на университетите в Падуа и в Болоня, през 1514 г. притежава факултет с добра репутация от осемдесет и осем професори.
Лъв X повиква известния ренесансов учен Янус Ласкарис в Рим, за да дава инструкции на гръцки език, и основава гръцка печатница, от която през 1515 г. се появява първата гръцка книга, отпечатана в Рим. Той прави Рафаело пазител на класическите антики на Рим и околностите, чиито древни паметници са предмет на известното писмо от Рафаело до папата през 1519 г. Изтъкнатите латинисти Пиетро Бембо и Якопо Садолето са папски секретари, както и известният поет Бернардо Аколти. Други поети, като Марко Джироламо Вида, Джан Джорджо Трисино и Бернардо Довици да Бибиена, писатели на романи като Матео Бандело и стотици други литератори от онова време са епископи, папски писари, абревиатори или на друга папска служба. Александър Дюма - баща казва:
| „ | При неговия понтификат латинското християнство приема езически, гръко-римски характер, който, преминавайки от изкуството в нравите, придава на тази епоха странен облик. Престъпленията за момента изчезнаха, за да дадат място на пороците; но към очарователни пороци, пороци с добър вкус, като тези, на които се е отдавал Алкивиад и са били възпяти от Катул. | “ |

### Държавник
Няколко второстепенни събития от понтификата на Лъв X заслужават да бъдат споменати. Той е особено приятелски настроен към португалския крал Мануел I в резултат на мисионерските дейности на краля в Азия и Африка. Папа Лъв X получава голямо посолство от португалския крал, носещо стоки от колониите му.
Неговата конституция от 1 март 1519 г. осъжда искането на краля на Испания да откаже публикуването на папските були. Той поддържа близки отношения с Полша поради турското настъпление и полското състезание с Тевтонските рицари. Неговата була от юли 1519 г., която регулира дисциплината на полската църква, по-късно е трансформирана в конкордат от папа Климент VII.
Лъв X проявява особено благоволение към евреите и им позволява да издигнат еврейска печатница в Рим. При Даниел Бомберг тя издава ръкописи на Талмуда и Микраот Гедолот с одобрението и защитата на папата.
Той одобрява формирането на Ораторий на божията любов – група от благочестиви мъже в Рим, които по-късно стават Театинския орден. Канонизира Франциск от Паола.